# Teoria discursiva do direito
A teoria discursiva do direito (ou direito discursivo) é uma filosofia jurídica moderna, uma aplicação de pressupostos, princípios e regras da teoria geral do discurso no campo do direito, visando a adoção das regras adequadas para a formação do direito por um processo particular, o discurso racional. Essa teoria tem como um de seus objetivos superar a dicotomia entre direito natural e direito positivo.
Essa teoria foi desenvolvida amplamente por Jürgen Habermas e Robert Alexy.